# SN 1990Z
SN 1990Z – supernowa typu II odkryta 21 sierpnia 1990 roku w galaktyce M+01-57-14. W momencie odkrycia miała maksymalną jasność 19,00m.